# Guadalupe Victoria (centrala Las Choapas kommun)
Guadalupe Victoria är en ort i Mexiko.   Den ligger i kommunen Las Choapas och delstaten Veracruz, i den sydöstra delen av landet, 600 km öster om huvudstaden Mexico City. Guadalupe Victoria ligger 116 meter över havet och antalet invånare är 126.
Terrängen runt Guadalupe Victoria är kuperad åt sydost, men åt nordväst är den platt. Terrängen runt Guadalupe Victoria sluttar norrut. Runt Guadalupe Victoria är det ganska glesbefolkat, med 29 invånare per kvadratkilometer. Närmaste större samhälle är Nueva Tabasqueña, 3,1 km nordväst om Guadalupe Victoria. Omgivningarna runt Guadalupe Victoria är en mosaik av jordbruksmark och naturlig växtlighet.